# Мику (приход)
Мику (англ. Quarter Micoud) — приход (единица административно-территориального деления) государства Сент-Люсия, расположенный в юго-западной части острова. Площадь 78 км², население 16 284 (2010). Административный центр прихода — город Мику.
Мику известен как место рождения первого премьер-министра острова, Джона Комптона.

## География
Как и многие другие города побережья, он лежит в вершине защищенного залива Мику-Бей, а впадающая в море поблизости река Трумассе обеспечивает его пресной водой.

## История
Город и приход названы в честь французского губернатора Де Мику (de Micoud), управлявшего Сент-Люсией с 1768 до 1771 годы. Люди селились на этих землях с незапамятных времен — при строительстве порта и городских кварталов археологами обнаружено девять поселений индейского периода.

## Культура
Широкую известность получили два местных религиозных карнавала: Ла-Роз в августе и Ла-Маргерит в октябре.